# 茂原駅

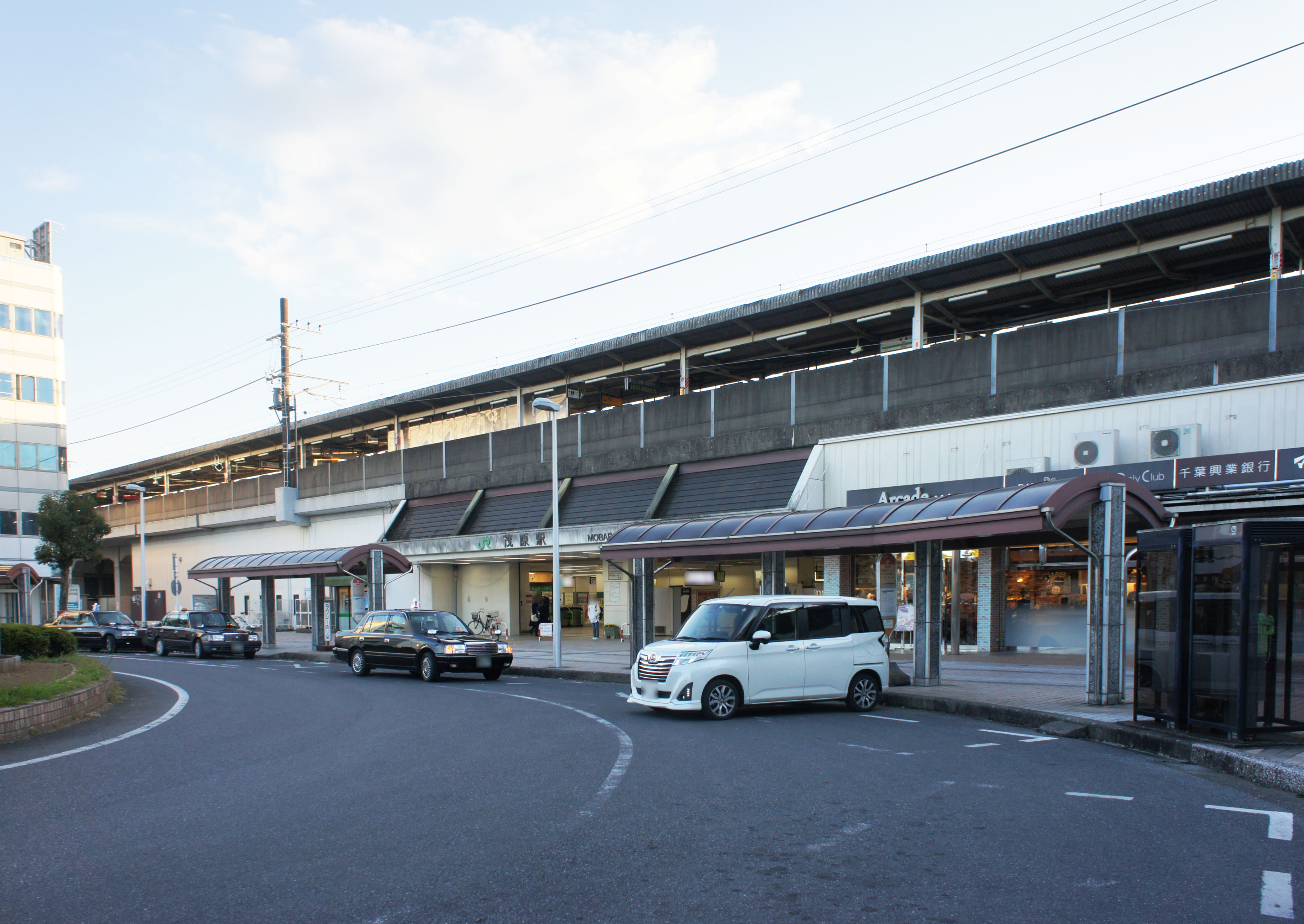
東口（2021年11月）

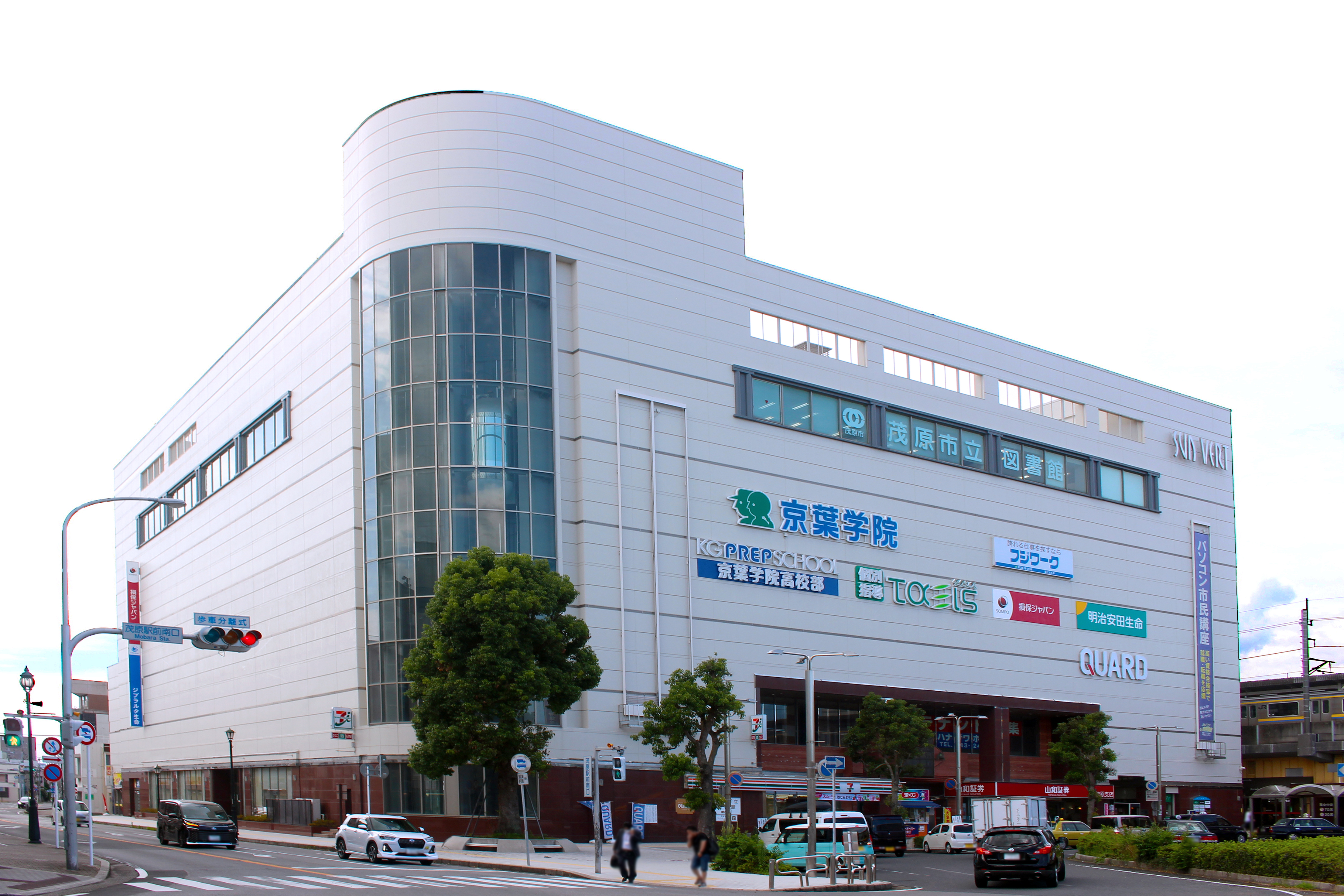
南総サンヴェルプラザ（駅南口再開発複合ビル）

茂原駅（もばらえき）は、千葉県茂原市町保（まちぼ）にある、東日本旅客鉄道（JR東日本）外房線の駅である。

## 歴史
- 1897年（明治30年）4月17日：房総鉄道大網 - 一ノ宮（現在の上総一ノ宮）間の開通時に駅開業[1]。当時の駅名の読み方は「もはら」[1]。
- 1907年（明治40年）9月1日：房総鉄道が買収され、帝国鉄道庁の駅となる[1]。
- 1909年（明治42年）：庁南茂原間人車軌道が開通、接続駅となる。
- 1924年（大正13年）ごろ：庁南茂原間人車軌道が旅客輸送廃止。
- 1926年（大正15年）：庁南茂原間人車軌道が軌道を撤去。
- 1930年（昭和5年）8月1日：南総鉄道が開通、接続駅となる。
- 1935年（昭和10年）7月10日：駅名の読み方を「もばら」に変更[1]。
- 1939年（昭和14年）3月1日：南総鉄道が廃止され、再び単独駅となる。
- 1973年（昭和48年）4月：みどりの窓口の営業を開始[5]。
- 1981年（昭和56年）12月1日：貨物取扱を廃止[6]し、貨物機能を新茂原駅へ移転。
- 1984年（昭和59年）2月1日：荷物扱い廃止[6]。
- 1986年（昭和61年）10月27日：島式1面2線で高架化[2]。高架化当時は現上りホームである1・2番線を使用していた[3]。
- 1987年（昭和62年）
  - 4月1日：国鉄分割民営化に伴い、東日本旅客鉄道（JR東日本）の駅となる[1]。
  - 12月10日：島式2面4線となり、下り3・4番線使用開始[3]。および、高架駅舎完成[2]。
- 1995年（平成7年）9月9日：自動改札機を設置し、供用開始[7]。
- 2001年（平成13年）11月18日：千葉方面においてICカード「Suica」の利用が可能となる[広報 1]。
- 2004年（平成16年）10月16日：大原方面においてICカード「Suica」の利用が可能となる[8]。
- 2018年（平成30年）8月31日：びゅうプラザの営業を終了[9]。
- 2023年（令和5年）
  - 8月24日：みどりの窓口の営業を終了[4][10]。
  - 8月25日：話せる指定席券売機を導入[4][10]。

### 1985年時の常備貨車
- 三井物産所有
  - タキ5200形（メタノール専用）5両
  - タム3050形（ホルマリン専用）5両
  - タキ8000形（ホルマリン専用）5両

「昭和60年版私有貨車番号表」『トワイライトゾーンMANUAL13』ネコ・パブリッシング、2004年

## 駅構造
島式ホーム2面4線を有する高架駅。駅舎は高架下にあり、東口と南口がある。以前は駅舎内に立ち食いそば屋があったが、2022年現在は閉店している。
茂原統括センター拠点駅。直営駅であり、管理駅として本納駅 - 長者町駅間の各駅を管理している。駅舎内には自動券売機、多機能券売機、指定席券売機、話せる指定席券売機、自動改札機が設置されている。
高架下には駅ビル「アルカード茂原」があり、2012年（平成24年）6月6日にリニューアルオープンした。

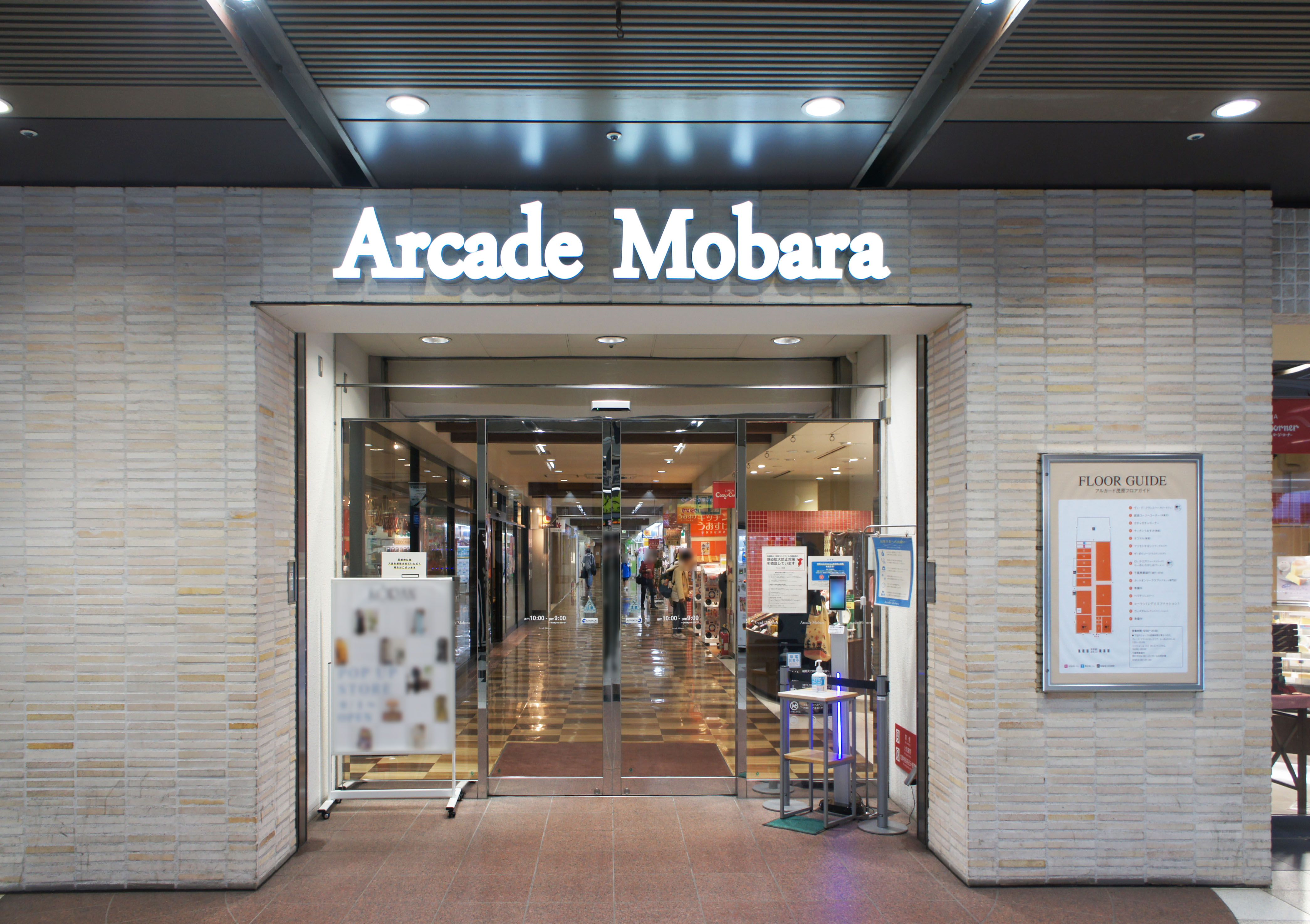
アルカード茂原（2021年11月）
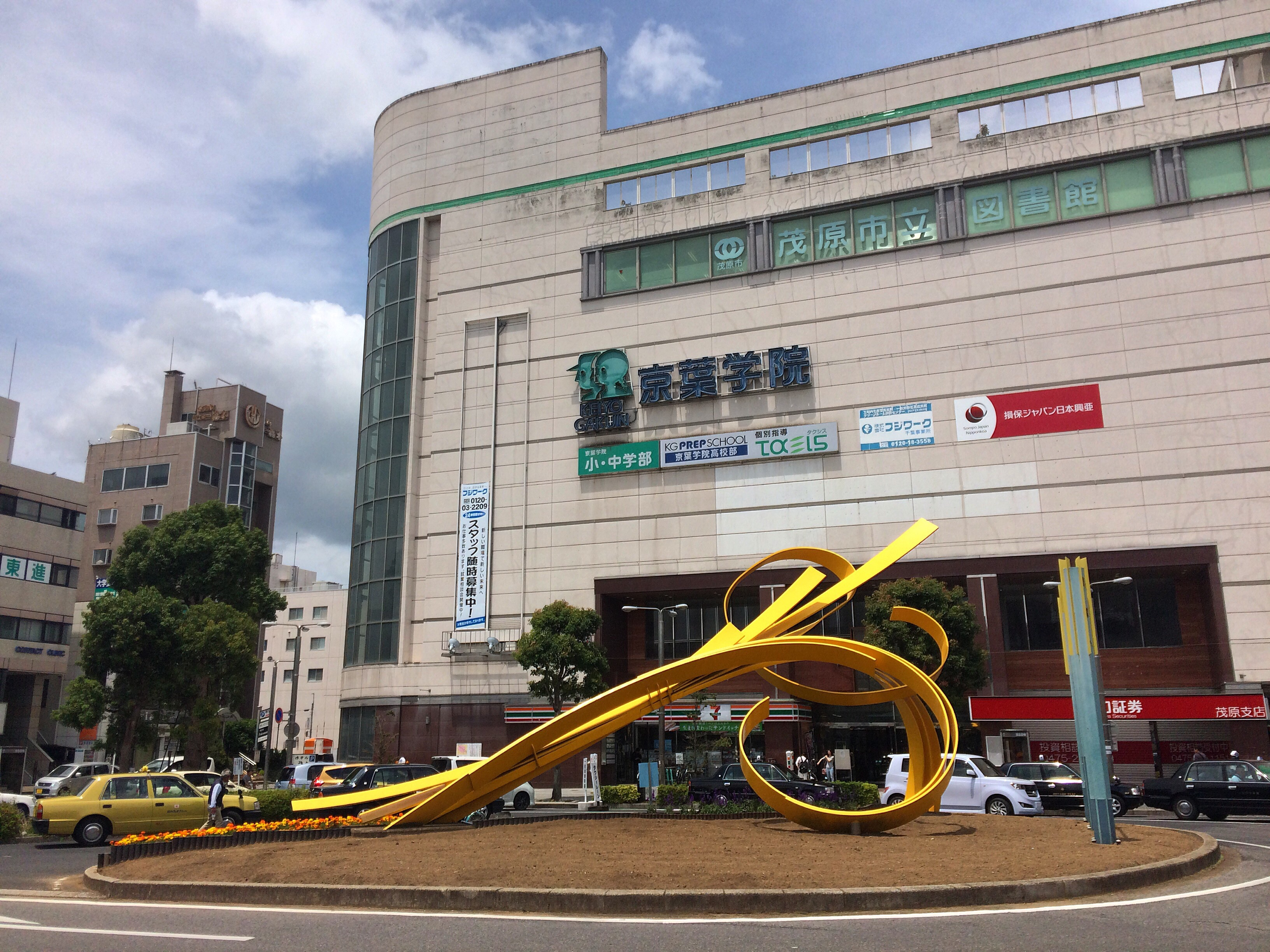
南口の七夕が主題のモニュメント（2016年6月）
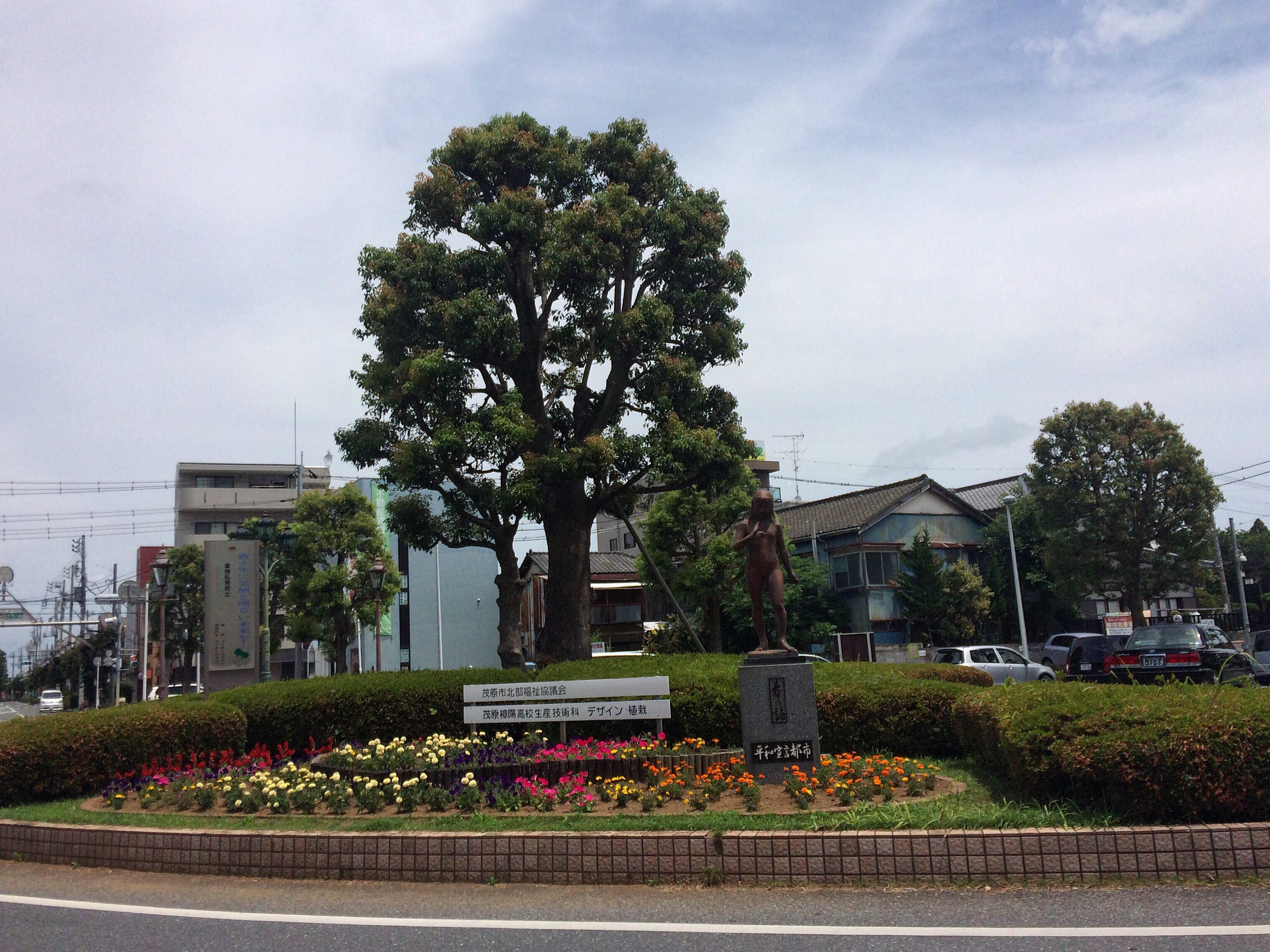
東口の平和宣言都市「春の詩」モニュメント（2016年6月）
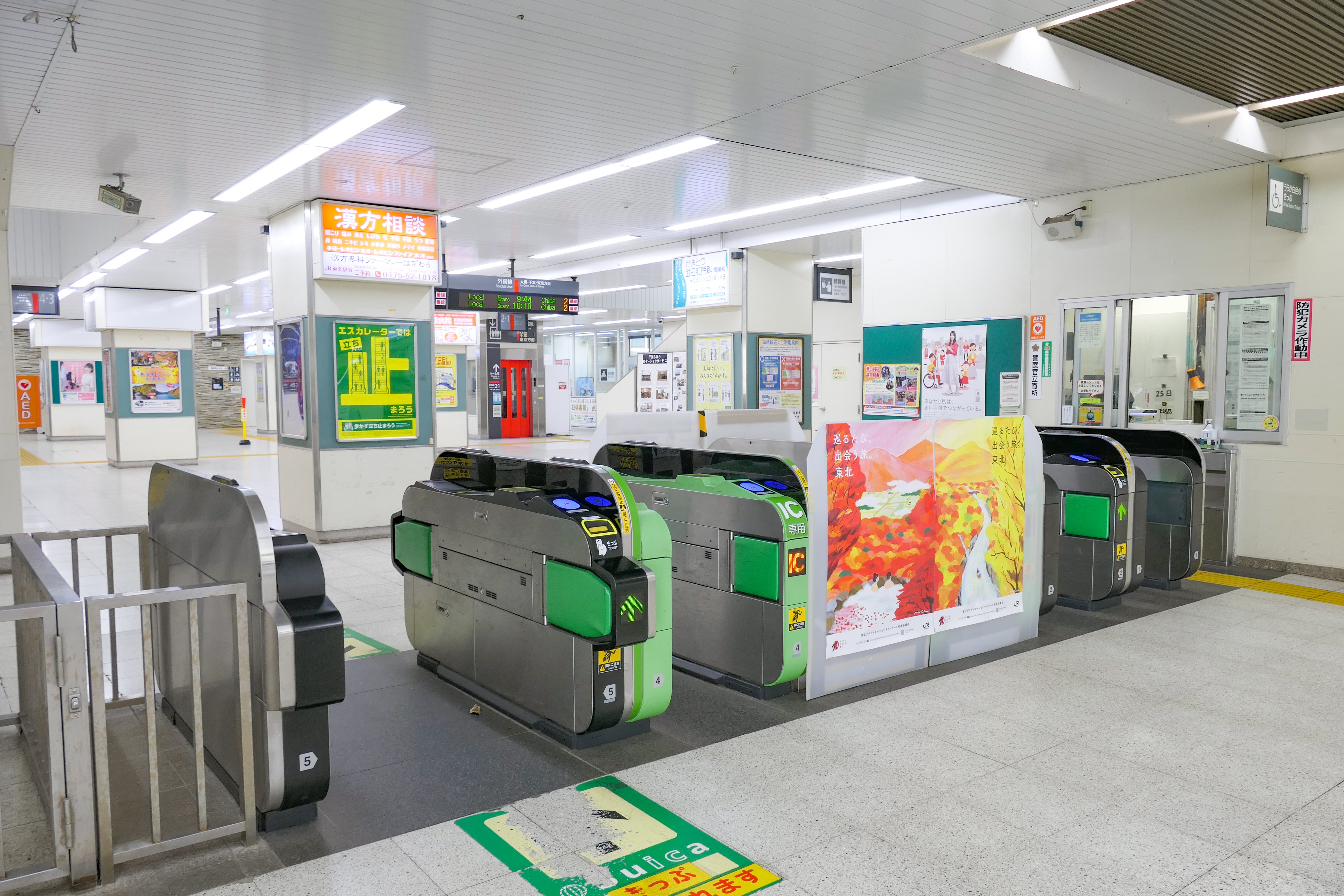
改札口（2021年10月）

### のりば
| 番線 | 路線    | 方向 | 行先                     |
| ---- | ------- | ---- | ------------------------ |
| 1・2 | ■外房線 | 上り | 大網・千葉・東京方面     |
| 3・4 | ■外房線 | 下り | 大原・勝浦・安房鴨川方面 |

（出典：JR東日本:駅構内図）
- 上り列車は主に2番線、下り列車は主に3番線を使用する。1・4番線は特急・快速の待ち合わせや折り返しに使われている。
- 2018年3月17日のダイヤ改正により、1番線で夜間滞泊が1本設定されるようになったが、千葉発23時台の当駅止まり（到着は日付が変わった後）の終電ではなく別の車両が留置される。終電の担当車両は回送で千葉駅に戻る。

| 運転番線 | 営業番線 | ホーム | 安房鴨川方面着発 | 千葉方面着発 | 備考       |
| -------- | -------- | ------ | ---------------- | ------------ | ---------- |
| 1        | 1        | 15両分 | 到着・出発可     | 到着・出発可 |            |
| 2        | 2        | 15両分 | 到着可           | 出発可       | 上り主本線 |
| 3        | 3        | 15両分 | 出発可           | 到着可       | 下り主本線 |
| 4        | 4        | 15両分 | 出発可           | 到着・出発可 |            |

- 主本線を発着する場合は通過が可能。
- 千葉寄りに両渡り線、上総一ノ宮寄りに片渡り線と出発信号機があり、1番線から下り方面への出発も可能である。また4番線から上り方面への出発も可能である。

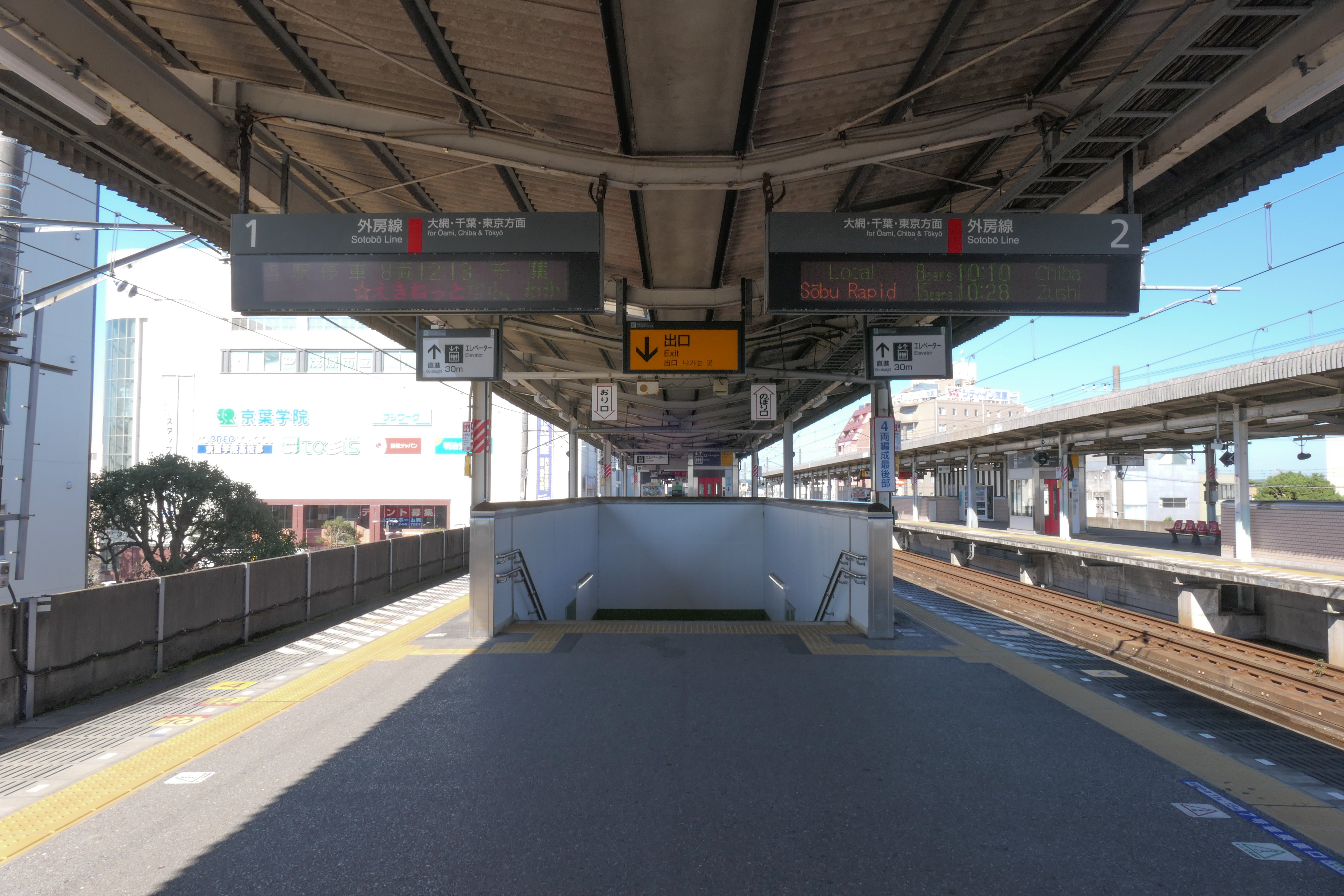
1・2番線ホーム（2021年10月）
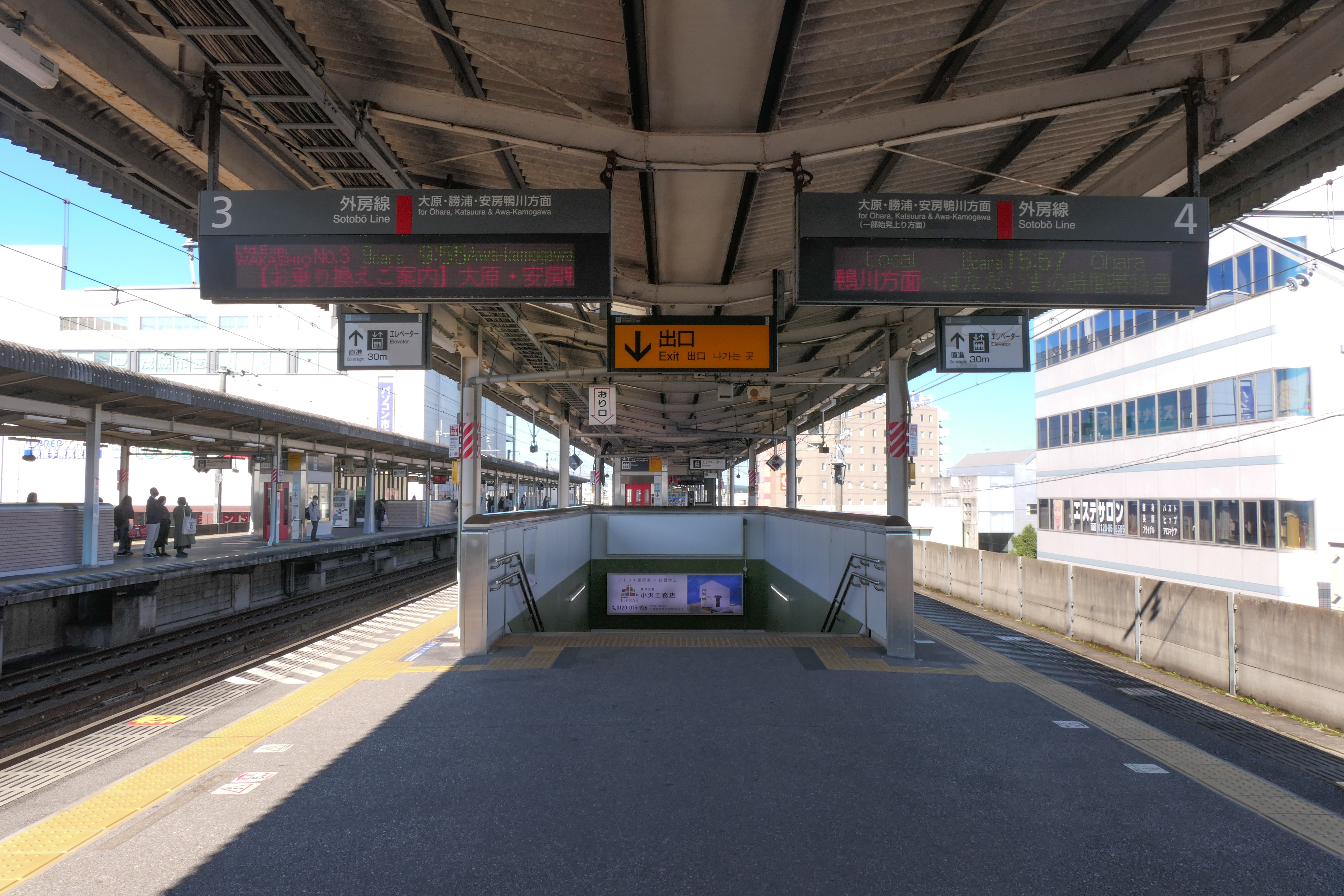
3・4番線ホーム（2021年10月）
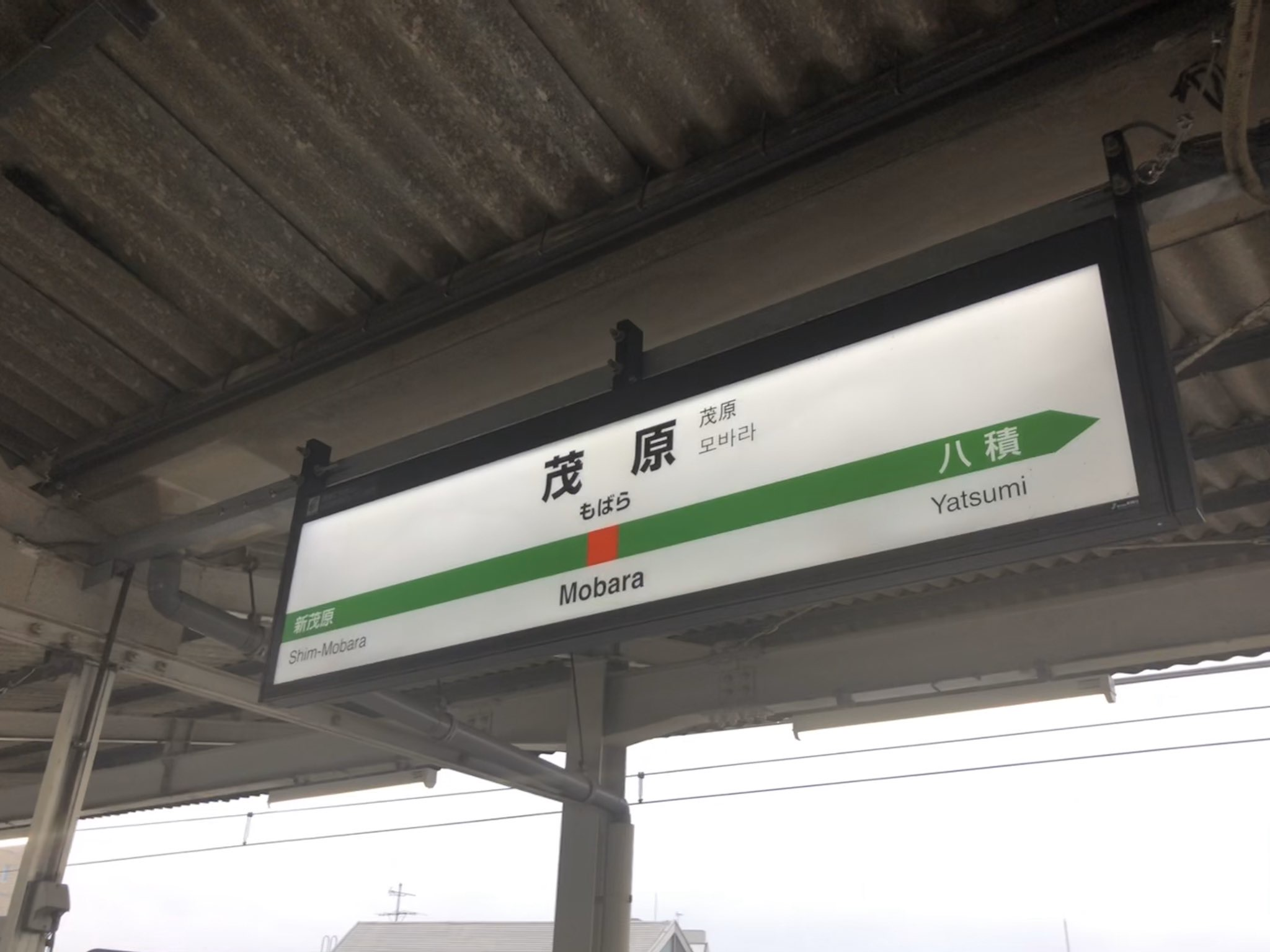
3・4番線駅名標（2019年10月）

## 利用状況
2023年度（令和5年度）の1日平均乗車人員は9,168人である。
JR東日本および千葉県統計年鑑によると、1990年度（平成2年度）以降の1日平均乗車人員の推移は以下の通り。
| 年度               | 1日平均 乗車人員 | 出典     |
| ------------------ | ---------------- | -------- |
| 1990年（平成02年） | 11,946           | [ * 1 ]  |
| 1991年（平成03年） | 12,685           | [ * 2 ]  |
| 1992年（平成04年） | 13,434           | [ * 3 ]  |
| 1993年（平成05年） | 13,782           | [ * 4 ]  |
| 1994年（平成06年） | 13,951           | [ * 5 ]  |
| 1995年（平成07年） | 13,794           | [ * 6 ]  |
| 1996年（平成08年） | 13,884           | [ * 7 ]  |
| 1997年（平成09年） | 13,272           | [ * 8 ]  |
| 1998年（平成10年） | 12,889           | [ * 9 ]  |
| 1999年（平成11年） | 12,565           | [ * 10 ] |
| 2000年（平成12年） | 12,307           | [ * 11 ] |
| 2001年（平成13年） | 12,164           | [ * 12 ] |
| 2002年（平成14年） | 12,025           | [ * 13 ] |
| 2003年（平成15年） | 11,904           | [ * 14 ] |
| 2004年（平成16年） | 11,863           | [ * 15 ] |
| 2005年（平成17年） | 11,911           | [ * 16 ] |
| 2006年（平成18年） | 11,957           | [ * 17 ] |
| 2007年（平成19年） | 11,990           | [ * 18 ] |
| 2008年（平成20年） | 12,083           | [ * 19 ] |
| 2009年（平成21年） | 11,828           | [ * 20 ] |
| 2010年（平成22年） | 11,634           | [ * 21 ] |
| 2011年（平成23年） | 11,346           | [ * 22 ] |
| 2012年（平成24年） | 11,501           | [ * 23 ] |
| 2013年（平成25年） | 11,595           | [ * 24 ] |
| 2014年（平成26年） | 11,344           | [ * 25 ] |
| 2015年（平成27年） | 11,390           | [ * 26 ] |
| 2016年（平成28年） | 11,282           | [ * 27 ] |
| 2017年（平成29年） | 11,265           | [ * 28 ] |
| 2018年（平成30年） | 11,272           | [ * 29 ] |
| 2019年（令和元年） | 10,901           | [ * 30 ] |
| 2020年（令和02年） | 7,676            |          |
| 2021年（令和03年） | 8,059            |          |
| 2022年（令和04年） | 8,689            |          |
| 2023年（令和05年） | 9,168            |          |

## 駅周辺

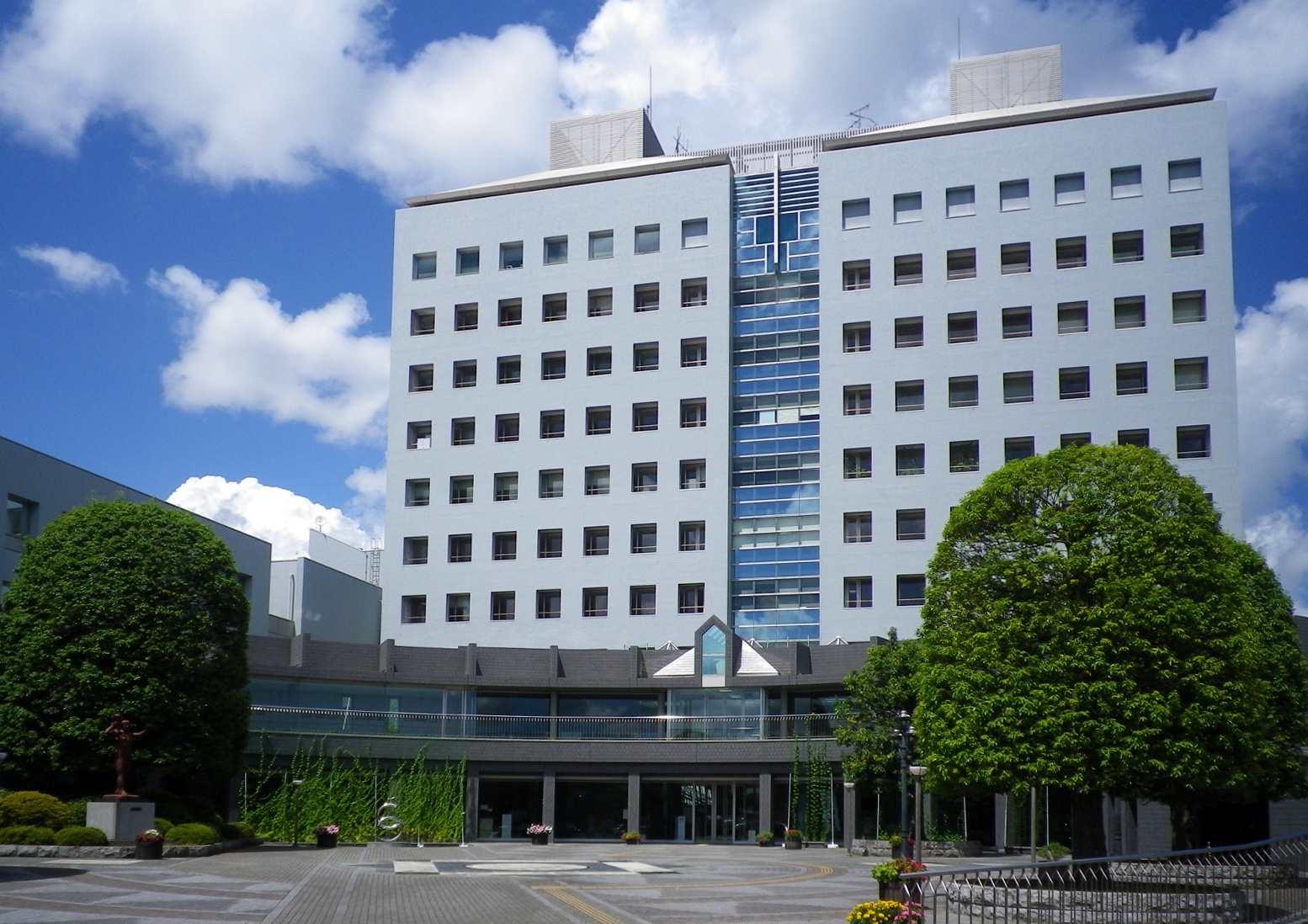
茂原市役所

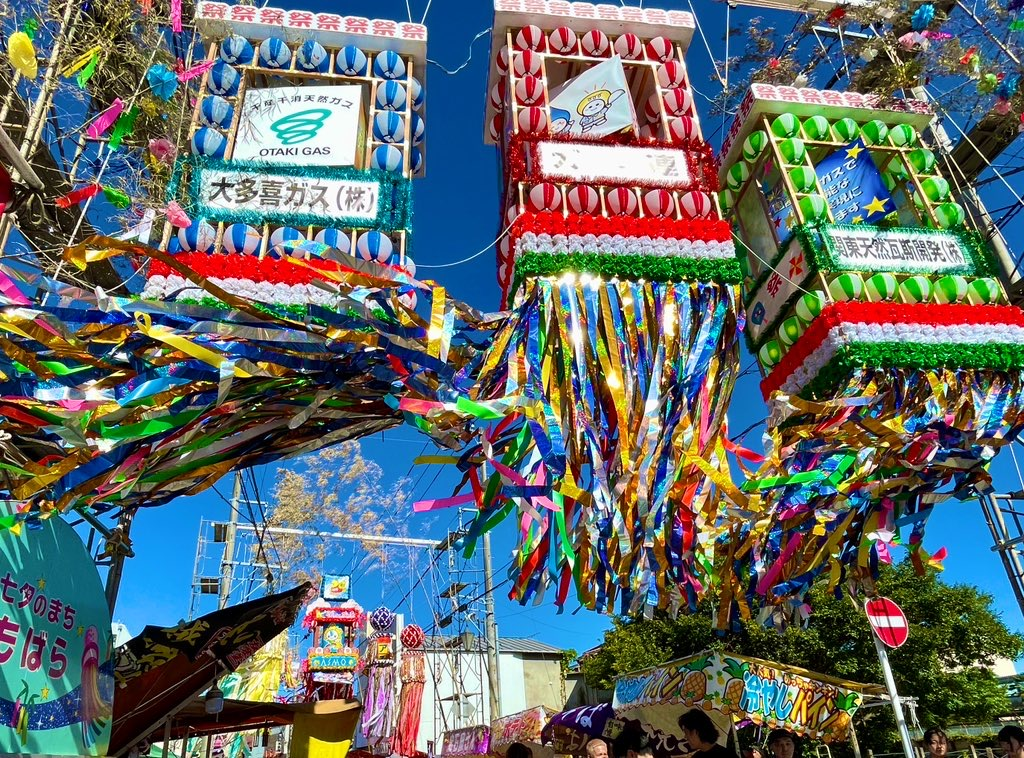
茂原七夕まつり（2023年7月）

茂原市の中心部に位置する。駅前広場が整備され、南口駅前には南総サンヴェルプラザ（複合商業施設）や三越茂原などがある。茂原市役所は当駅の西およそ1.5キロメートルの地点に立地する。毎年7月下旬には茂原七夕まつり（関東三大七夕祭り）が行われる。
- 国道128号
- 千葉県道41号茂原停車場線
- 千葉県道84号茂原長生線
- 千葉県道138号正気茂原線
- 茂原市役所
- 長生郡市広域市町村圏組合消防本部
- 茂原市総合市民センター
- 茂原第一自動車教習所
- 茂原駅前郵便局
- 茂原郵便局
- 千葉県立長生高等学校：旧長生第一高等学校
- 千葉県立茂原高等学校：旧長生第二高等学校
- 千葉県立茂原樟陽高等学校：旧茂原農業高等学校＆茂原工業高等学校
- 茂原市立茂原小学校
- 茂原市立ふたば幼稚園
- エンゼル幼稚園
- 茂原聖マリア幼稚園
- 茂原市立町保保育所
- 茂原高師保育園
- 誠心学院 学習塾・予備校
- 河合塾マナビス茂原校
- エルヴェ学院茂原校
- 京葉学院茂原校舎小中学部、高等部
- ステップ茂原南口駅前校
- 東進衛星予備校茂原駅南口校
- 市進学院茂原教室
- スクールIE茂原校
- ナビ個別指導学院茂原校
- りそな銀行茂原支店
- 千葉銀行茂原東・茂原南・アスモ内・茂原支店

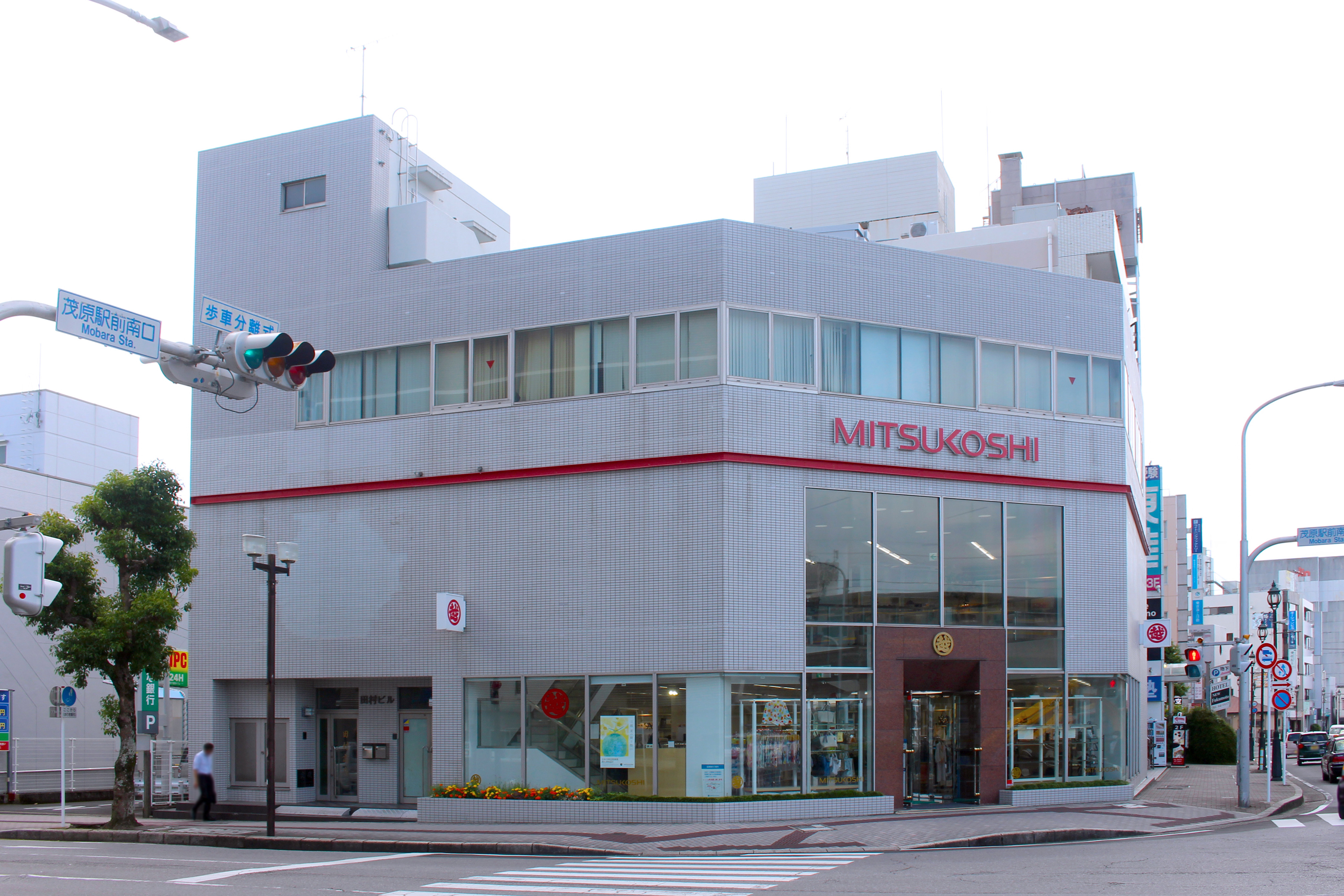
三越茂原店

- 京葉銀行茂原支店
- 銚子信用金庫茂原支店
- 中央労働金庫 茂原支店
- 房総信用組合茂原本部
- ゆうちょ銀行茂原市役所内・アスモ内出張所
- 山之内病院
- 菅原病院
- 宍倉病院
- 茂原市立美術館・郷土資料館
- 茂原公園（日本さくら名所100選）
- 富士見公園
- 天然ガス湧出地
- 大多喜ガス本社/工場
- K&Oエナジーグループ本社/工場

主な商業施設
- アルカード茂原（駅ビル）
- 南総サンヴェルプラザ
- 三越茂原店
- 茂原ショッピングプラザアスモ
- ライフガーデン茂原
- 茂原セントラルモール
- 茂原マーケットプレイス
- ドン・キホーテ 茂原店
- 業務スーパー茂原店
- カスミフードスクエア茂原店
- わくわく広場茂原東郷店
- せんどう茂原店
- スーパーガッツ茂原店
- カインズ茂原店
- ヤマダデンキテックランド茂原店

## バス路線
| のりば     | 運行事業者     | 系統・行先 |
| 茂原駅南口 | 茂原駅南口     | 茂原駅南口 |
| ---------- | -------------- | --- |
| 1          | 小湊鉄道       | - 茂41：大多喜車庫 - 大多喜駅                                                                                            |
| 1          | いすみ市民バス | いすみシャトル：増田橋                                                                                                   |
| 2          | 小湊鉄道       | - 長22A・長22D・茂25：ロングウッドステーション - 茂24：長柄中下                                                          |
| 3          | 小湊鉄道       | 茂43・茂44：道の駅つどいの郷むつざわ                                                                                     |
| 4          | 小湊鉄道       | - 茂28：牛久駅 - 茂29：笠森霊園 - 茂30：鶴舞駅 - 茂31：三川 - 茂32：長南営業所 - 茂39：茂原高校 - 茂45：循環器病センター |
| 5          | 小湊鉄道       | - 高速バス：横浜駅東口 - 高速バス：成田空港                                                                              |
| 6          | 小湊鉄道       | 茂34：大津倉 |
| 6          | 茂原市民バス   | 南部（五郷）コース・南部（鶴枝）コース：茂原駅南口                                                                       |
| 茂原駅東口 |                | |
| 9          | 小湊鉄道       | 茂01：白子車庫 |
| 10         | 小湊鉄道       | - 茂02：茂原機能クリニック - 茂03・茂04：白子中央公民館前 - 茂06：牛込 - 茂08：白里海岸                                  |
| 11         | 小湊鉄道       | 茂07：緑ヶ丘リゾーン |
| 11         | 茂原市民バス   | 東部（東郷）コース：茂原駅東口                                                                                           |

## その他
- 外房線内の休日おでかけパス（旧：ホリデー・パス）のフリーエリアは当駅までである。
- 茂原海軍航空基地への引き込み線が存在した。
- 遅延などが発生した場合、当駅発着に変更される場合がある。

## 隣の駅
東日本旅客鉄道（JR東日本）
■外房線
- 特急「わかしお」停車駅

■快速（総武線経由）
大網駅 - 茂原駅 - 上総一ノ宮駅
■快速（京葉線経由）・■普通（各駅停車）
新茂原駅 - 茂原駅 - 八積駅

### 記事本文

##### 広報資料・プレスリリースなど一次資料
1. ↑  “Suicaご利用可能エリアマップ（2001年11月18日当初）” (PDF).   東日本旅客鉄道. 2019年7月27日時点のオリジナルよりアーカイブ。2020年4月30日閲覧。

### 利用状況
1. ↑  千葉県統計年鑑 - 千葉県
2. ↑  統計もばら - 茂原市

JR東日本の2000年度以降の乗車人員
1. 1 2  各駅の乗車人員（2023年度） - JR東日本
2. ↑  各駅の乗車人員（2000年度） - JR東日本
3. ↑  各駅の乗車人員（2001年度） - JR東日本
4. ↑  各駅の乗車人員（2002年度） - JR東日本
5. ↑  各駅の乗車人員（2003年度） - JR東日本
6. ↑  各駅の乗車人員（2004年度） - JR東日本
7. ↑  各駅の乗車人員（2005年度） - JR東日本
8. ↑  各駅の乗車人員（2006年度） - JR東日本
9. ↑  各駅の乗車人員（2007年度） - JR東日本
10. ↑  各駅の乗車人員（2008年度） - JR東日本
11. ↑  各駅の乗車人員（2009年度） - JR東日本
12. ↑  各駅の乗車人員（2010年度） - JR東日本
13. ↑  各駅の乗車人員（2011年度） - JR東日本
14. ↑  各駅の乗車人員（2012年度） - JR東日本
15. ↑  各駅の乗車人員（2013年度） - JR東日本
16. ↑  各駅の乗車人員（2014年度） - JR東日本
17. ↑  各駅の乗車人員（2015年度） - JR東日本
18. ↑  各駅の乗車人員（2016年度） - JR東日本
19. ↑  各駅の乗車人員（2017年度） - JR東日本
20. ↑  各駅の乗車人員（2018年度） - JR東日本
21. ↑  各駅の乗車人員（2019年度） - JR東日本
22. ↑  各駅の乗車人員（2020年度） - JR東日本
23. ↑  各駅の乗車人員（2021年度） - JR東日本
24. ↑  各駅の乗車人員（2022年度） - JR東日本

千葉県統計年鑑
1. ↑  千葉県統計年鑑（平成3年）
2. ↑  千葉県統計年鑑（平成4年）
3. ↑  千葉県統計年鑑（平成5年）
4. ↑  千葉県統計年鑑（平成6年）
5. ↑  千葉県統計年鑑（平成7年）
6. ↑  千葉県統計年鑑（平成8年）
7. ↑  千葉県統計年鑑（平成9年）
8. ↑  千葉県統計年鑑（平成10年）
9. ↑  千葉県統計年鑑（平成11年）
10. ↑  千葉県統計年鑑（平成12年）
11. ↑  千葉県統計年鑑（平成13年）
12. ↑  千葉県統計年鑑（平成14年）
13. ↑  千葉県統計年鑑（平成15年）
14. ↑  千葉県統計年鑑（平成16年）
15. ↑  千葉県統計年鑑（平成17年）
16. ↑  千葉県統計年鑑（平成18年）
17. ↑  千葉県統計年鑑（平成19年）
18. ↑  千葉県統計年鑑（平成20年）
19. ↑  千葉県統計年鑑（平成21年）
20. ↑  千葉県統計年鑑（平成22年）
21. ↑  千葉県統計年鑑（平成23年）
22. ↑  千葉県統計年鑑（平成24年）
23. ↑  千葉県統計年鑑（平成25年）
24. ↑  千葉県統計年鑑（平成26年）
25. ↑  千葉県統計年鑑（平成27年）
26. ↑  千葉県統計年鑑（平成28年）
27. ↑  千葉県統計年鑑（平成29年）
28. ↑  千葉県統計年鑑（平成30年）
29. ↑  千葉県統計年鑑（令和元年）
30. ↑  千葉県統計年鑑（令和2年）